# 华椒
华椒（？—？），子姓，华氏，名椒，是华督的孙子，宋国卿。
前597年（鲁宣公十二年，宋文公十四年，楚庄王十七年）冬季，楚庄王攻打萧国。宋国华椒率领蔡国军队去救萧国，萧国灭亡于楚国。晋国的先縠、宋国的华椒、卫国的孔达和曹国人在清丘结盟：“恤病讨贰（周济有困难的国家，讨伐三心二意的国家）。”这次盟会，《春秋经》没有记载卿的姓名（晋人、宋人、卫人、曹人同盟于清丘），这是由于没有实行盟约。